# محافظة جغرافية طبيعية

قسم السهول الداخلية في الولايات المتحدة، مع تسليط الضوء على المقاطعات الثلاث باستخدام وسيلة إيضاح

المحافظة الجغرافية الطبيعية هي منطقة جغرافية ذات طبيعة جيومورفولوجية مميزة، وغالبًا ما تكون نوعًا صخريًا أو عناصر هيكلية محددة. تنقسم القارات إلى محافظات جغرافية طبيعية مختلفة، ولكل منها طابع خاص وتضاريس وبيئة تساهم في تفردها. ثم تُقسم المحافظات الجغرافية الطبيعية إلى أقاليم جغرافية طبيعية أصغر.

## أمثلة
في شرق أمريكا الشمالية، تُعد السهول الساحلية الأطلسية [الإنجليزية]، وبيدمونت، وجبال بلو ريدج، و Ridge-and-Valley Appalachians، وهضبة الآبالاش محافظات جغرافية طبيعية محددة.
في غرب الولايات المتحدة في غرب أمريكا الشمالية: منطقة الحوض والسلسلة وCascade Range وهضبة كولورادو و صدع ريو غراندي [الإنجليزية] و الحوض العظيم وسنترال فالي وسلسلة جبال شبة الجزيرة وحوض لوس أنجلوس وسلسلة جبال تانسفيرس [الإنجليزية] هي أمثلة لمحافظات جغرافية طبيعية.